# Jean-Baptiste-Joseph Ayroles
Jean-Baptiste Joseph Ayroles, nascido em 22 de novembro de 1828 em Py, comuna de Loubressac, freguesia de Pauliac (França), faleceu em 16 de outubro de 1921, em Bordeaux, foi um padre jesuíta e historiador francês, especialista em Joana d'Arc.

## Biografia
Jean-Baptiste Joseph Ayroles é o mais velho dos oito filhos de Pierre Ayroles e Jeanne Marie Martin, sua esposa.
Aos 21 anos entrou no noviciado da Companhia de Jesus. Ele foi ordenado sacerdote dez anos depois, em Puy en Velay. Ele foi nomeado professor no escolasticado de Vals-près-le-Puy, uma casa de treinamento jesuíta fundada em 1828.

## Publicações
O Padre Ayroles deixa uma obra histórica dedicada principalmente a Joana d'Arc: La vraie Jeanne d'Arc - em cinco volumes publicados entre 1890 e 1902 
1. Tome I : La Pucelle devant l'Église de son temps. (1890)
2. Tome II : La Paysanne et l'inspirée d'après ses aveux, les témoins oculaires et la libre-pensée, (1894)
3. Tome III : La Libératrice d'après les chroniques et les documents français et anglo-bourguignons, et la chronique inédite de Morosini, (1897)
4. Tome IV : La Vierge guerrière, d'après ses aveux, les témoins oculaires, la chrétienté, les poètes du temps, les registres publics et la libre pensée, (1898)
5. Tome V : La Martyre, d'après les témoins oculaires, le procès et la libre-pensée, (1902)

Seu trabalho foi recompensado com um Breve apostólico do Papa Leão XIII.